# Сейсмічність Мальти
Сейсмічність Мальти — характеризується помірним рівнем сейсмічності, відповідно в межах території країни та прилеглої акваторії Середземного моря спостерігаються не досить часті землетруси.

## Загальна характеристика
Для рельєфу найбільшого острова Мальтійського архіпелагу Мальти характерні пагорби та терасові поля. Більшу частину поверхні острову займає вапнякове плато. На півночі береги пологі, які плавно спускаються до акваторії Середземного моря, на півдні, навпаки, стрімкі та скелясті. Попри загальний помірний рівень сейсмічної активності, з 2010 року на Мальті та поблизу неї сталося принаймні 6 землетрусів з магнітудою вище 5,0 балів (за шкалою Ріхтера). Це дозволяє припустити, що більш потужні землетруси відбуваються тут нечасто, ймовірно, в середньому приблизно кожні 1—5 років.

## Землетруси в минулі століття
13 грудня 1929 року, о 04:45 (GMT), в Сицилійській протоці поблизу Мальти стався помірний (за шкалою інтенсивності МSK-64) землетрус магнітудою 5,4 балів (за шкалою Ріхтера). Епіцентр землетрусу знаходився за 95 км на захід від міста Вікторія. Гіпоцентр землетрусу залягав на глибині 15 км.
29 вересня 1992 року, о 16:04 за місцевим часом (GMT+1), поблизу Мальти стався помірний (за шкалою інтенсивності МSK-64) землетрус магнітудою 5,3 балів (за шкалою Ріхтера). Епіцентр землетрусу знаходився за 147 км від острова Мальта. Глибину залягання гіпоцентру землетрусу визначити не вдалося, але передбачається, що вона була невеликою.

## Землетруси XXІ століття

### 2020
13 травня, о 18:03 (GMT+1), поблизу Мальти стався сильно відчутний (за шкалою інтенсивності МSK-64) землетрус магнітудою 4,6 балів (за шкалою Ріхтера). Епіцентр землетрусу знаходився за 92 км від Мальти. Глибину залягання гіпоцентру землетрусу визначити не вдалося, але передбачається, що вона була невеликою.

### 2023
22 квітня, в нічний час, біля узбережжя Мальти стався помірний (за шкалою інтенсивності МSK-64) землетрус магнітудою 5,5 балів (за шкалою Ріхтера), який відчувався в містах Іонічного узбережжя. Епіцентр землетрусу знаходився в морі, за декілька кілометрів на південний схід від Ізола-деї-Кавальєрі. Гіпоцентр землетрусу залягав на глибині 10 км.

### 2025
17 квітня, о 21:57 (GMT), поблизу Мальти стався відчутний (за шкалою інтенсивності МSK-64) землетрус магнітудою 3,3 балів (за шкалою Ріхтера). Епіцентр землетрусу знаходився у Сицилійській протоці, неподалік від міста Сліма. Глибину залягання гіпоцентру землетрусу визначити не вдалося, але передбачається, що вона була невеликою.
3 червня, о 16:14 за місцевим часом (GMT+2), поблизу Мальти стався відчутний (за шкалою інтенсивності МSK-64) землетрус магнітудою 3,4 балів (за шкалою Ріхтера). Епіцентр землетрусу знаходився у Сицилійській протоці неподалік від узбережжя Мальти. Глибину залягання гіпоцентру землетрусу визначити не вдалося, але передбачається, що вона була невеликою.